# Ilmo Smokehouse
Ilmo Smokehouse byla rocková skupina působící v sedmdesátých letech 20. století. Členové skupiny byli Gerry Gable (klávesy), Graig Moore (baskytara), Slink Rand (kytara), Dennis Tieken (bicí) a jeho bratr Freddie Tieken (zpěv).

## Diskografie
- 1970 – Beautiful Sounds
- 1971 – Roulette